# 多毛樱桃
多毛樱桃（学名：Cerasus polytricha）为蔷薇科樱属的植物，是中国的特有植物。分布于中国大陆的甘肃、湖北、四川、陕西等地，生长于海拔1,100米至3,300米的地区，多生长于山坡林中和溪边林缘，目前尚未由人工引种栽培。

## 别名
多毛野樱桃（经济植物手册）

## 异名
- Prunus polytricha Koehne